# Hermiston
Hermiston és una població dels Estats Units a l'estat d'Oregon. Segons el cens del 2005 tenia 15.030 habitants.

## Demografia
Segons el cens del 2000, Hermiston tenia 13.154 habitants, 4.964 habitatges, i 3.360 famílies. La densitat de població era de 786,2 habitants per km².
Dels 4.964 habitatges en un 37,2% hi vivien nens de menys de 18 anys, en un 49% hi vivien parelles casades, en un 13,4% dones solteres, i en un 32,3% no eren unitats familiars. En el 26,9% dels habitatges hi vivien persones soles l'11,1% de les quals corresponia a persones de 65 anys o més que vivien soles. El nombre mitjà de persones vivint en cada habitatge era de 2,63 i el nombre mitjà de persones que vivien en cada família era de 3,18.
Per edats la població es repartia de la següent manera: un 29,9% tenia menys de 18 anys, un 10,7% entre 18 i 24, un 27,9% entre 25 i 44, un 20,1% de 45 a 60 i un 11,5% 65 anys o més.
L'edat mediana era de 32 anys. Per cada 100 dones de 18 o més anys hi havia 91,4 homes.
La renda mediana per habitatge era de 35.354$ i la renda mediana per família de 42.881$. Els homes tenien una renda mediana de 32.100$ mentre que les dones 20.951$. La renda per capita de la població era de 17.075$. Aproximadament l'11,9% de les famílies i el 12,4% de la població estaven per davall del llindar de pobresa.

## Poblacions més properes
El següent diagrama mostra les poblacions més properes.